# Caradrina altera
Caradrina altera är en fjärilsart som beskrevs av Charles E. Rungs 1972. Caradrina altera ingår i släktet Caradrina och familjen nattflyn. Inga underarter finns listade i Catalogue of Life.